# Mederich (Volkmarsen)
Mederich (historisch auch Mederike, Medrike, Mederke, Methriki, Medricki, Medrecke, Mederacke) ist ein ehemaliges, wüst gefallenes Dorf in der Gemarkung Volkmarsen, etwa 3 km westlich der Kernstadt Volkmarsen im nordhessischen Landkreis Waldeck-Frankenberg.

## Lage

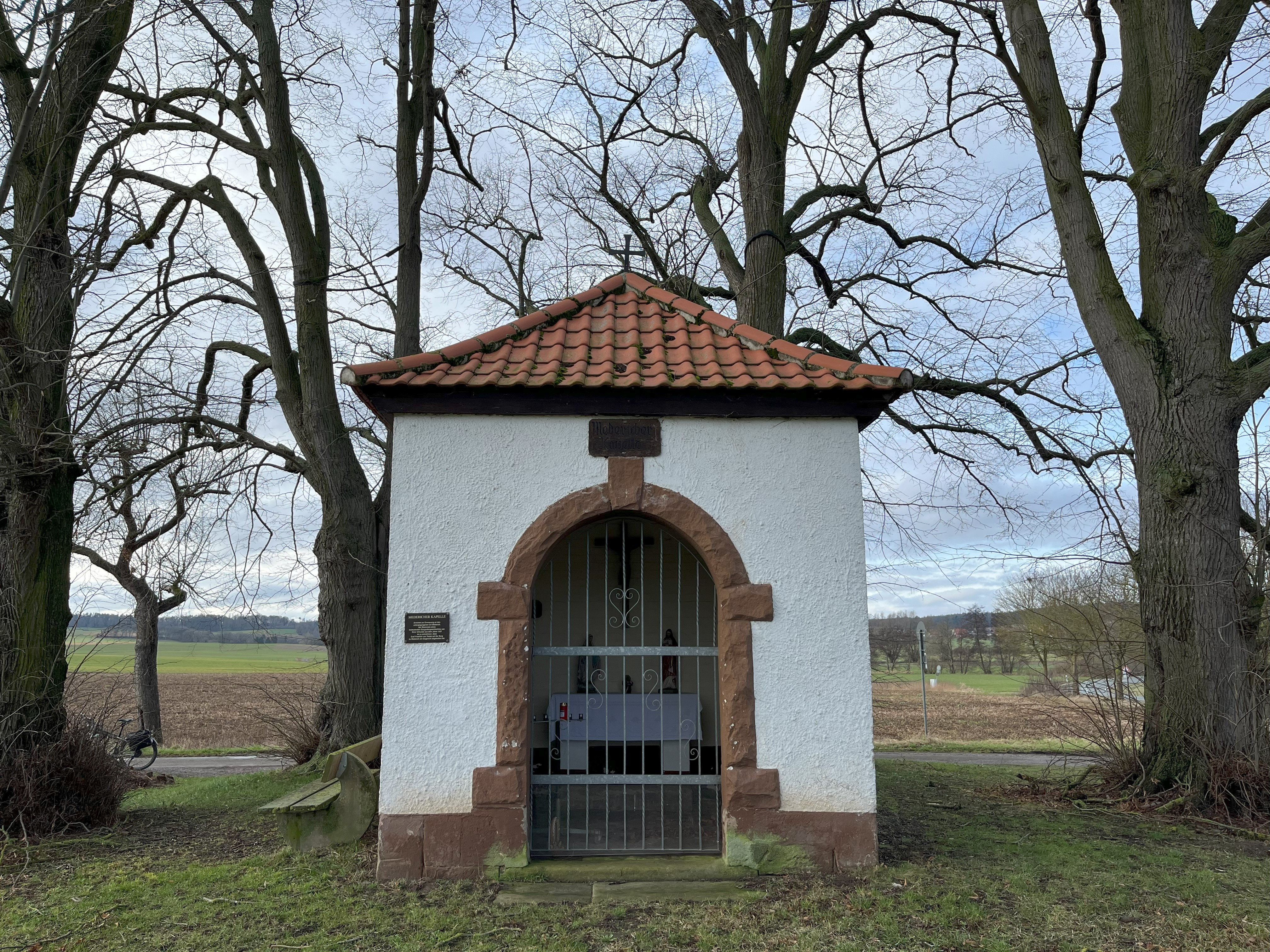
Die Mederichkapelle

Der kleine Ort lag in der Senke, wo heute die Landstraße 3081 von Volkmarsen nach Herbsen die Wande überquert, etwa 300 m nordwestlich der später an der Stelle der ehemaligen Kirche von Mederich errichteten Mederichkapelle (51° 25′ 32,2″ N, 9° 4′ 43,7″ O). 

## Geschichte
Der Ort wurde 870 erstmals urkundlich erwähnt und war später auch Sitz eines Gogerichts. Im Dezember 887 schenkte König Arnulf der Abtei Corvey die Fischereirechte in Methriki und in der umliegenden Gegend nebst allen Höfen und Leuten zur Besorgung der Fischerei. 965 schenkte Kaiser Otto I. dem Mauritiuskloster in Magdeburg mit der Kaiserurkunde Nr. 282 den Königshof Rosbach (Rösebeck) im sächsischen Hessengau mit den dazugehörigen Orten Westuffeln, Burguffeln, Heckershausen, Medrike, Niederelsungen, Gottsbüren und Bühne mit Kirchen und allem anderen Zubehör. Im Jahre 1056 ist Mederich, wie auch das benachbarte und heute ebenfalls wüste Wittmar, im Güterverzeichnis der Abtei Corvey unter Abt Saracho aufgeführt.
Spätestens im 13. Jahrhundert erbauten die ab 1209 urkundlich erwähnten niederadeligen Herren von Mederike, die als Lehen der Grafen von Everstein das Gografenamt innehatten, dort auf Allodbesitz eine kleine, heute vollkommen verschwundene Wasserburg, die aber wohl eher den Charakter eines befestigten Hofes hatte. Die Burg Mederike ist 1236 und 1269 erwähnt als Sitz der Familie gleichen Namens. 1251 war der Ritter Dietrich von Mederike (Theodericus miles de Medrike) einer der Zeugen, als die Brüder Dietrich und Conrad Groppe von Gudenberg die Schenkung der Kirche in Wittmar durch ihren Vater Dietrich an das Kloster Aroldessen bestätigten. 1294 belehnte Graf Otto I. von Waldeck den Ritter Dietrich von Mederike mit einem Viertel des Zehnten in Wetter und zwei Hufen in Billinghausen. Im Jahre 1318 wird die Burg wiederum erwähnt, als zwei Brüder von Mederike, Dieter und Dietrich, eine Erbteilung vornahmen, und im Juli 1324 erkaufte sich Erzbischof Heinrich von Köln die Öffnung der bislang in keinem Lehnsverband befindlichen Burg. 1336 ist der Ritter Herbold von Mederich beurkundet, als die Abtei Corvey ihre Hälfte der Stadt Volkmarsen und der Kugelsburg ihm, dem Johan Runst und dem Rat der Stadt verpfändete. Um 1339 war Bodo de Brunhardessen Gograf im Gericht Mederich. 1386 übertrug Herbord von Mederich seine Rechte an der Burg Mederich an Erzbischof Friedrich III. von Köln.
Nachdem die Herren von Mederike spätestens 1405 im Mannesstamm ausgestorben waren, wurden ihre von den Grafen von Everstein gehaltene Lehen von Graf Hermann VIII. 1405 an den Ritter Rabe von Coglenberg (= Kugelsburg) gegeben. Später hatten die Adelsfamilien Gudenberg, Wolff von Gudenberg, von der Malsburg und Reineck dort Besitz bzw. Lehnsrechte. Noch 1779 hatten die von der Malsburg als damalige Erbschenken des Klosters Corvey 4,5 Hufen zu Mederich und 14 Kothöfe zu Lehen.
Man nimmt an, dass die Burg um 1410 zerstört wurde, möglicherweise da sie zum Raubritternest verkommen war. Sie muss wohl durch Feuer zerstört worden sein, da bei der Urbarmachung der dortigen Wiesen erhebliche Mengen von verkohltem Getreide vorgefunden wurden. Die letzten Reste wurden um 1820 abgebrochen. 1929 waren noch Wälle und Gräben zu erkennen, aber 1989 konnte die Burg nur noch anhand von Bodenverfärbungen lokalisiert werden. Die Stelle wird noch heute „Auf der Burg“ genannt.
Die Bewohner der wenigen Bauernhöfe und Katen zogen wohl nach Volkmarsen. Heute erinnern nur noch Flurnamen und die kleine Kapelle an der L 3081 an den Ort.

### Gogericht
Mederich war Sitz eines bedeutenden Gogerichts, das laut einem Verzeichnis Corveyischer Zehnten in dieser Gegend den Grafen von Everstein zustand. Diese gaben das Amt an die Herren von Mederike. Im Januar 1324 wird dann Bodo von Brunhardessen als Gograf in Mederich genannt. Ein Revers vom 2. März 1339 deutet zwar an, dass er das Amt nicht aus eigenem Recht verwaltete, aber besagt nicht, wer ihm das Gografen-Amt übertragen hatte; ein Graf, der an diesem Gericht teilhatte, ist lediglich ohne Namensangabe erwähnt. Die Eversteiner hatten um diese Zeit diese Gegend weitestgehend verlassen. Es mögen daher bereits die Grafen von Waldeck gewesen sein; das Gogericht in Mederich ist in der Tat später als Waldecksches beurkundet. Graf Otto IV. von Waldeck befreite die Bürger von Rhoden 1479 von der Gerichtsbarkeit dieses Gerichtes, und 1527 hielt Friedrich von Twiste von Waldeckscher Seite das Gogericht in Mederich. Der Gerichtsbereich scheint von bedeutendem Umfang gewesen zu sein, wenn man die drei Gerichtspläze, an denen der Medericher Gograf jährlich einmal Gericht halten sollte (Mederich, Massenhausen und Esbeck), als die Malstätten der Gografschaft ansieht. Es hätte sich demnach über Arolsen hinaus nach Massenhausen und bis nach Adorf und Esbeck erstreckt. In einem 1541 aufgenommenen Landregister der Grafschaft Waldeck wird das Gericht nicht mehr erwähnt, und die Orte, die dazugehört haben könnten, sind dem Freistuhl in Mengeringhausen zugeordnet.
Koordinaten: 51° 25′ 35″ N, 9° 4′ 37″ O